# Daniel Ludueña
Daniel Emmanuel Ludueña (Córdoba; 27 de julio de 1982) es un exfutbolista argentino que jugaba como mediocampista ofensivo. Se retiró en el Tampico Madero de la extinta Liga de Ascenso MX (hoy Liga de Expansión).
Es apodado "El Hachita", esto debido que su padre Luis Antonio Ludueña, también futbolista, quien era conocido como "El Hacha". También tiene un hermano futbolista, de nombre Gonzalo Ludueña.

## Trayectoria

### River Plate
Debutó en el año 1998 con el equipo River Plate de la Primera División de Argentina. Club donde llega a ser campeón en Clausura 2003 y Clausura 2004, anotó solo dos goles.

### Estudiantes Tecos
Llega al fútbol mexicano como refuerzo de los entonces de primera división Tecos para el Torneo Apertura 2004, club donde jugó 70 partidos y anotó 30 goles hasta su salida al Santos Laguna en 2007.

### Santos Laguna
Llega al Santos Laguna para el Torneo Clausura 2007 para reforzar a un equipo que debía salvarse del descenso. Concluyó su equipo el torneo con 22 unidades y logró salvarse del descenso y a la vez clasificó a repechaje venciendo al San Luis y así calificar a liguilla donde empatarían 2-2 con Pachuca y quedarían eliminados gracias a la mejor posición del Pachuca. 
El Torneo Apertura 2007, fue el mejor torneo del Santos y del mismo Ludueña, disputó 21 encuentros de titular y marcó 18 goles en el torneo. Santos clasificó como líder a Cuartos de final contra Morelia a quien vencieron en el marcador global 5-2 y en semifinal contra los Pumas UNAM de Ricardo Ferretti con quienes caerían 3-0 en Ciudad Universitario, y a pesar de anotar un hat-trick y ganar 4-2 en el Estadio Corona, el marcador global favorecía a los universitarios 5-4 su equipo quedó cerca de la final. Al finalizar el torneo fue reconocido con el balón de oro como el mejor jugador y el mejor Centrocampista ofensivo de México en 2007.
Para el Torneo Clausura 2008, Santos mantuvo su misma plantilla y contaría solo la llegada del seleccionado de entonces Fernando Arce. Santos terminó en segundo lugar. Clasificaron a Cuartos de final contra Necaxa a quien vencieron 1-2 en el Estadio Victoria y empataron 1-1 en el Estadio Corona dando marcador de 3-2 y dándole el pase a semifinales contra Monterrey, quienes llegaban de vencer al líder Guadalajara. Empataron 1-1 en el Tecnológico y 2-2 en el Corona, con dos goles de último minuto de Vuoso y Arce avanzó a la gran final por marcador 3-3 gracias a la posición de la tabla. Santos llegó a la final contra Cruz Azul. Vencieron 1-2 al Cruz Azul en el Estadio Azul, el partido de vuelta terminó empatado 1-1, Ludueña anotó al minuto 18' el gol del campeonato, Santos derrotó 3-2 al Cruz Azul y consiguió el tercer título de liga de su historia. Ludueña ganó la liga por primera vez en el fútbol mexicano y recibió por nueva cuenta el balón del mejor medio ofensivo. 
Llegaba el Torneo Apertura 2008. Santos hizo un torneo regular con 22 puntos en 10° lugar general y segundo del grupo y accedió a liguilla venciendo al líder San Luis 5-2 en cuartos de final y avanzó a Semifinales contra Toluca y quedarían eliminados 2-1.
Para 2009 Ludueña comenzó a tener un bajo nivel de juego. Jugó las finales del Bicentenario 2010, Apertura 2010 y Apertura 2011 y ganó los subcampeonatos de las tres. 
Para el Torneo Clausura 2012, Santos volvió a la cima con 36 unidades. Clasifica a cuartos de final y vence al 6-4 a Jaguares. Después en semifinales enfrentaría al entonces campeón Tigres de Ricardo Ferretti, empataron 1-1 en el Unviersitario y 2-2 en el Torreón con goles de Oribe Peralta en los últimos 3 minutos, así Santos llegaría a su segunda final contra Monterrey de Víctor Manuel Vucetich. Empataron 1-1 en el Tecnológico y ganarían 2-1 en el TSM Corona, con un gol de Ludueña y dos de Peralta, Santos conquistaría su cuarto título de liga, siendo factor importante en la consecución del campeonato.
Se convirtió en uno de los goleadores históricos del Santos Laguna con 72 anotaciones, debajo de Jared Borgetti, Matías Vuoso, Christian Benítez, Oribe Peralta y Carlos Darwin Quintero, siendo el máximo anotador del club que no es delantero. Para finales de 2012 se confirmó su salida al Club de Fútbol Pachuca.

### Pachuca FC
Para el Torneo Clausura 2013 fue fichado por el Pachuca después de un trueque entre las directivas del Santos y la del Pachuca, a Mauro Cejas y Néstor Calderón por él y Christian Suárez. El 27 de julio de 2013, Ludueña anotó un gol desde media cancha a los Tigres de la UANL al minuto 47 y así darle la victoria de 2-1 al Pachuca este gol está nominado al gol del año.

### Club Universidad Nacional

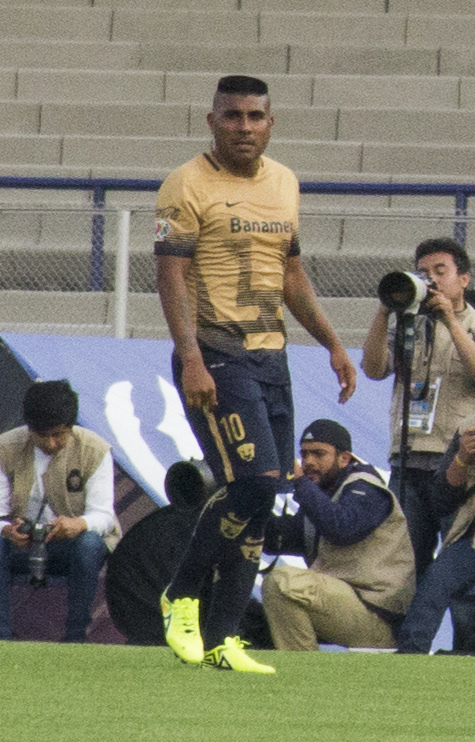
Ludueña con Pumas.

Debuta con los universitarios el 5 de enero, en la jornada 1 del Torneo Clausura 2014 en el empate 2-2 con el Puebla. Marca su primer gol con los Pumas en la jornada 5 ante el Club Tijuana. El 22 de febrero le anota dos goles al América en el primer triunfo de los Pumas en el clásico desde 2011.
En 2015 llega a la final del torneo apertura contra los Tigres de la UANL.
En el partido de ida en Nuevo León los Tigres  ganaron 3-0 y en el de vuelta los pumas ganaron 4-1 y fueron derrotados en penales.

### Talleres
Fue refuerzo para el torneo 2016-2017, pero apenas jugó. Primero por una lesión y luego por su deplorable estado físico; nunca se hizo cargo del equipo y su vínculo con el club fue rescindido por falta de resultados en cuanto a su nivel futbolístico y físico.

### Tampico-Madero
Llega como principal refuerzo del equipo Tampico-Madero para intentar evitar el descenso. Ha convertido 4 goles y es un jugador clave para el club mexicano.
El 16 de agosto de 2018 anuncio su retiro como futbolista profesional por medio de su cuenta oficial de Instagram.

## Estadísticas

### Clubes
| Club | Div.          | Temporada     | Liga | Liga | Liga | Copas nacionales(1) | Copas nacionales(1) | Copas nacionales(1) | Torneos internacionales(2) | Torneos internacionales(2) | Torneos internacionales(2) | Total(3) | Total(3) | Total(3) | Media goleadora |
| Club | Div.          | Temporada     | PJ   | G    | A    | PJ                  | G                   | A                   | PJ                         | G                          | A                          | PJ       | G        | A        | Media goleadora |
| --- | ------------- | ------------- | ---- | ---- | ---- | ------------------- | ------------------- | ------------------- | -------------------------- | -------------------------- | -------------------------- | -------- | -------- | -------- | --------------- |
| C. A. River Plate Argentina | 1ª            | 2000-01       | 2    | 0    | ?    | -                   | -                   | -                   | -                          | -                          | -                          | 2        | 0        | ?        | 0               |
| C. A. River Plate Argentina | 1ª            | 2001-02       | -    | -    | -    | -                   | -                   | -                   | 1                          | 0                          | ?                          | 1        | 0        | ?        | 0               |
| C. A. River Plate Argentina | 1ª            | 2002-03       | 14   | 0    | ?    | -                   | -                   | -                   | 4                          | 1                          | ?                          | 18       | 1        | ?        | 0.06            |
| C. A. River Plate Argentina | 1ª            | 2003-04       | 20   | 2    | ?    | -                   | -                   | -                   | 12                         | 1                          | ?                          | 32       | 3        | ?        | 0.09            |
| C. A. River Plate Argentina | 1ª            | 2004          | 4    | 0    | ?    | -                   | -                   | -                   | 1                          | 0                          | ?                          | 5        | 0        | ?        | 0               |
| C. A. River Plate Argentina | Total club    | Total club    | 40   | 2    | 0    | 0                   | 0                   | 0                   | 18                         | 2                          | 0                          | 58       | 4        | 0        | 0.07            |
| Tecos F. C. · México | 1ª            | 2005          | 22   | 11   | 4    | -                   | -                   | -                   | -                          | -                          | -                          | 22       | 11       | 4        | 0.5             |
| Tecos F. C. · México | 1ª            | 2005-06       | 34   | 16   | 5    | -                   | -                   | -                   | -                          | -                          | -                          | 34       | 16       | 5        | 0.47            |
| Tecos F. C. · México | 1ª            | 2006          | 16   | 3    | 3    | -                   | -                   | -                   | -                          | -                          | -                          | 16       | 3        | 3        | 0.19            |
| Tecos F. C. · México | Total club    | Total club    | 72   | 30   | 12   | 0                   | 0                   | 0                   | 0                          | 0                          | 0                          | 72       | 30       | 12       | 0.42            |
| C. Santos Laguna · México | 1ª            | 2007          | 21   | 5    | 7    | -                   | -                   | -                   | -                          | -                          | -                          | 21       | 5        | 7        | 0.24            |
| C. Santos Laguna · México | 1ª            | 2007-08       | 36   | 23   | 14   | -                   | -                   | -                   | -                          | -                          | -                          | 36       | 23       | 14       | 0.64            |
| C. Santos Laguna · México | 1ª            | 2008-09       | 33   | 9    | 8    | -                   | -                   | -                   | 6                          | 0                          | 0                          | 39       | 9        | 8        | 0.23            |
| C. Santos Laguna · México | 1ª            | 2009-10       | 34   | 10   | 10   | 3                   | 2                   | 0                   | 4                          | 0                          | 1                          | 41       | 12       | 11       | 0.29            |
| C. Santos Laguna · México | 1ª            | 2010-11       | 35   | 7    | 4    | -                   | -                   | -                   | 5                          | 2                          | 1                          | 40       | 9        | 5        | 0.23            |
| C. Santos Laguna · México | 1ª            | 2011-12       | 41   | 5    | 9    | -                   | -                   | -                   | 7                          | 3                          | 3                          | 48       | 8        | 12       | 0.17            |
| C. Santos Laguna · México | 1ª            | 2012          | 17   | 4    | 4    | -                   | -                   | -                   | 2                          | 2                          | 1                          | 19       | 6        | 5        | 0.32            |
| C. Santos Laguna · México | Total club    | Total club    | 217  | 63   | 56   | 3                   | 2                   | 0                   | 24                         | 7                          | 6                          | 244      | 72       | 62       | 0.3             |
| C. F. Pachuca · México | 1ª            | 2013          | 16   | 0    | 1    | 7                   | 3                   | 0                   | -                          | -                          | -                          | 23       | 3        | 1        | 0.13            |
| C. F. Pachuca · México | 1ª            | 2013          | 16   | 2    | 2    | 1                   | 0                   | 0                   | -                          | -                          | -                          | 17       | 2        | 2        | 0.18            |
| C. F. Pachuca · México | Total club    | Total club    | 32   | 2    | 3    | 8                   | 3                   | 0                   | 0                          | 0                          | 0                          | 40       | 5        | 3        | 0.13            |
| C. Universidad Nacional · México | 1ª            | 2014          | 18   | 3    | 4    | 1                   | 0                   | 0                   | -                          | -                          | -                          | 19       | 3        | 4        | 0.16            |
| C. Universidad Nacional · México | 1ª            | 2014-15       | 26   | 3    | 8    | 2                   | 0                   | 0                   | -                          | -                          | -                          | 28       | 3        | 8        | 0.11            |
| C. Universidad Nacional · México | 1ª            | 2015-16       | 33   | 3    | 5    | 5                   | 1                   | 3                   | 6                          | 0                          | 1                          | 44       | 4        | 9        | 0.09            |
| C. Universidad Nacional · México | Total club    | Total club    | 77   | 9    | 17   | 8                   | 1                   | 3                   | 6                          | 0                          | 1                          | 91       | 10       | 21       | 0.11            |
| C. A. Talleres Argentina | 1ª            | 2016          | 4    | 0    | 0    | -                   | -                   | -                   | -                          | -                          | -                          | 4        | 0        | 0        | 0               |
| C. A. Talleres Argentina | Total club    | Total club    | 4    | 0    | 0    | 0                   | 0                   | 0                   | 0                          | 0                          | 0                          | 4        | 0        | 0        | 0               |
| Tampico Madero F. C. · México | 2ª            | 2016-17       | 26   | 7    | 4    | -                   | -                   | -                   | -                          | -                          | -                          | 26       | 7        | 4        | 0.31            |
| Tampico Madero F. C. · México | Total club    | Total club    | 26   | 7    | 4    | 0                   | 0                   | 0                   | 0                          | 0                          | 0                          | 26       | 7        | 4        | 0.27            |
| Total carrera | Total carrera | Total carrera | 468  | 113  | 92   | 19                  | 6                   | 3                   | 48                         | 8                          | 7                          | 535      | 128      | 102      | 0.24            |
| (1)Incluye datos de la Copa México e InterLiga (2)Incluye datos de la Liga de Campeones de la Concacaf, Copa Libertadores, Copa Sudamericana, Copa Mercosur y SuperLiga Norteamericana |               |               |      |      |      |                     |                     |                     |                            |                            |                            |          |          |          |                 |

### Resumen estadístico
| Competición                   | Partidos | Goles | Asistencias | Promedio |
| ----------------------------- | -------- | ----- | ----------- | -------- |
| Primera División de Argentina | 44       | 2     | ?           | 0.05     |
| Primera División de México    | 398      | 102   | 88          | 0.26     |
| Liga de Ascenso de México     | 16       | 7     | 4           | 0.31     |
| Copas nacionales              | 19       | 6     | 3           | 0.32     |
| Copas internacionales         | 48       | 9     | 7           | 0.27     |
| Total                         | 525      | 126   | 102         | 0.24     |

## Palmarés

### Campeonatos nacionales
| Título                        | Club          | País      | Año  |
| ----------------------------- | ------------- | --------- | ---- |
| Primera División de Argentina | River Plate   | Argentina | 2003 |
| Primera División de Argentina | River Plate   | Argentina | 2004 |
| Primera División de México    | Santos Laguna | México    | 2008 |
| Primera División de México    | Santos Laguna | México    | 2012 |

### Distinciones individuales
| Distinción                                                     | Año  |
| -------------------------------------------------------------- | ---- |
| Mejor Centrocampista Ofensivo de la Primera División de México | 2005 |
| Balón de Oro de la Primera División de México                  | 2007 |
| Mejor Centrocampista Ofensivo de la Primera División de México | 2007 |
| Mejor Centrocampista Ofensivo de la Primera División de México | 2008 |